# Maszewo (gmina w województwie lubuskim)
Maszewo (do 1954 gmina Korczyców) – gmina wiejska w województwie lubuskim, w powiecie krośnieńskim. W latach 1975–1998 gmina położona była w województwie zielonogórskim.
Siedziba gminy to Maszewo.
Według danych z 30 czerwca 2004 gminę zamieszkiwało 2991 osób.
W wyborach parlamentarnych w 2007 w gminie Maszewo zanotowano rekordowo niską frekwencję wyborczą: 28,76%.

## Struktura powierzchni
Według danych z roku 2002 gmina Maszewo ma obszar 213,56 km², w tym:
- użytki rolne: 27%
- użytki leśne: 64%

Gmina stanowi 15,37% powierzchni powiatu.

## Demografia

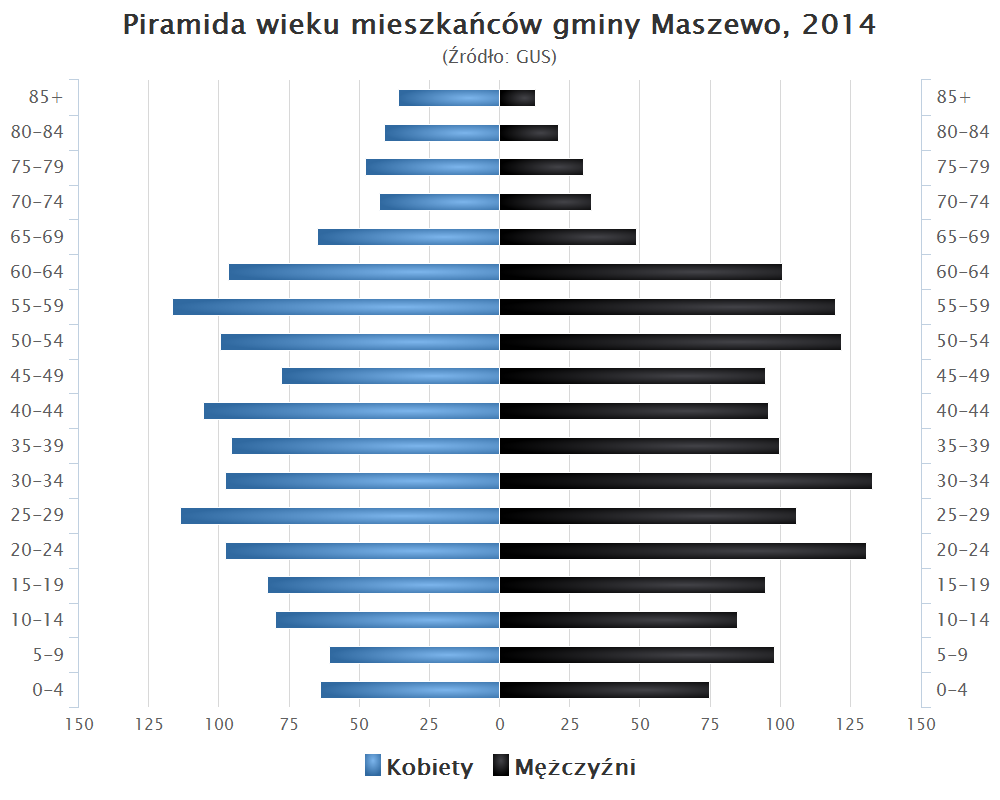
Piramida wieku mieszkańców gminy Maszewo w 2014 roku

Dane z 30 czerwca 2004:
| Opis                              | Ogółem | Ogółem | Kobiety | Kobiety | Mężczyźni | Mężczyźni |
| --------------------------------- | ------ | ------ | ------- | ------- | --------- | --------- |
| jednostka                         | osób   | %      | osób    | %       | osób      | %         |
| populacja                         | 2991   | 100    | 1504    | 50,3    | 1487      | 49,7      |
| gęstość zaludnienia (mieszk./km²) | 14     | 14     | 7       | 7       | 7         | 7         |

## Sołectwa
Bytomiec, Chlebów, Gęstowice, Granice, Korczyców, Lubogoszcz, Maszewo, Miłów, Połęcko, Radomicko, Rybaki, Rzeczyca, Skarbona, Skórzyn, Trzebiechów-Siedlisko.

## Miejscowość bez statusu sołectwa
Dąbrówka, Maszewko, Nowosiedle, Słomianka, Słotwina, Wojkowo, Wyczółkowo.

## Sąsiednie gminy
Bytnica, Cybinka, Gubin, Krosno Odrzańskie, Torzym